# Ángela Bonilla
Ángela Maritza Bonilla Zapata (sinh ngày 27 tháng 12 năm 1991) là một người mẫu người Ecuador và người đẹp trong cuộc thi sắc đẹp đã thắng cuộc thi Hoa hậu Trái Đất Ecuador năm 2015. Cô cũng giành được danh hiệu Hoa hậu toàn cầu năm 2016 khi tham gia với tư cách là thí sinh đại diện cho Ecuador.

## Tiểu sử

### Đầu đời
Cô sinh ra ở Urcuquí, tỉnh Imbabura. Ángela có thể nói tiếng Tây Ban Nha, tiếng Anh và tiếng Ý. Cô đang học Báo chí tại Universidad Técnica Particular de Loja.

## Các cuộc thi
Ángela là người phụ nữ thứ hai từng tham gia thi đấu trong cả ba cuộc thi sắc đẹp lớn, mang tầm vóc quốc gia ở Ecuador: Hoa hậu Ecuador, Hoa hậu Thế giới Ecuador, và Hoa hậu Trái Đất Ecuador. Người đầu tiên làm điều này trước cô là Estefanía Realpe từ Pichoncha.

### Hoa hậu Thế giới Ecuador 2013
Bonilla đại diện cho tỉnh của mình, Imbabura tham gia cuộc thi Hoa hậu Thế giới Ecuador 2013. Vào cuối đêm cuối cùng vào ngày 4 tháng 7 năm 2013 tại Guayaquil, cô thất bại và không được xếp hạng.

### Hoa hậu Ecuador 2015
Ángela tham gia tranh tài trong cuộc thi Hoa hậu Ecuador 2015 với tư cách là thí sinh đại diện cho Imbabura. Đêm chung kết là vào ngày 14 tháng 3 năm 2015 tại Guayaquil và cô là một trong những thí sinh được yêu thích trở thành người chiến thắng, nhưng lại tiếp tục không thể tiến sâu và không dược xếp hạng.

### Hoa hậu Trái Đất Ecuador 2015
Cô được chỉ định vào ngày 2 tháng 9 năm 2015 bởi José Delgado, giám đốc Hoa hậu Trái Đất Ecuador, trở thành thí sinh đại diện quốc gia để thi đấu trong cuộc thi Hoa hậu Trái Đất 2015.

### Hoa hậu Trái Đất 2015
Bonilla thi đấu tại cuộc thi Hoa hậu Trái Đất 2015 được tổ chức tại Vienna, Áo và cô tiếp tục ra về mà không được xếp hạng.

### Hoa hậu toàn cầu 2016
Bonilla cũng đại diện cho Ecuador tại Hoa hậu toàn cầu 2016 được tổ chức tại Philippines và cuối cùng cô giành được danh hiệu và vương miện.